# Harry Joseph Bowman
Harry Joseph Bowman (* 17. Juli 1949; † 3. März 2019), Spitznamen Taco und T, war der ehemalige Präsident des Outlaws MC. Er war eine Zeit lang auf der Liste der FBI Ten Most Wanted Fugitives und seit 1999 inhaftiert.

## Kriminelle Rocker-Karriere
Harry Bowman war Mitglied des Outlaws MC und hatte verschiedene Posten innerhalb des Clubs inne. So war er Präsident in Detroit und nationaler Vizepräsident. 1982 tötete Bowman den Outlaw Arthur Allen Vincent in Ormond Beach, Florida.
Von 1984 bis 1997 war er der nationale Präsident der Outlaws und steuerte den Club von einem Vorort von Detroit aus. Seine rechte Hand war Wayne „Joe Black“ Hicks. Im Rahmen seiner Tätigkeit als Präsident beauftragte er unter anderem Hicks, einen Mord an einem früheren Outlaw-Mitglied auszuführen. Der Mordauftrag konnte jedoch nicht durchgeführt werden.
1990 befahl Bowman den Mord an Raymond Chaffin, einem Mitglied der verfeindeten Motorcycle-Gang Warlocks MC in Fort Lauderdale. Der Mord wurde am 21. Februar 1991 von Houston Murphy und Alex „Dirt“ Ankeric ausgeführt, während Hicks und Bowman sich für ein Alibi in der Öffentlichkeit zeigten.
Im März 1992, im Rahmen des alljährlichen Treffens Daytona Beach Bike Week, kam es zu einer handgreiflichen Auseinandersetzung zwischen Irwin „Hitler“ Nissen, einem ehemaligen Prospect der Outlaws, und dem Präsidenten von Atlante. Bowman ließ Nissen entführen und schwer zusammenschlagen, wobei er selbst Hand an ihn legte und mehrfach bedrohte. 1993 ließ er ein weiteres Outlaw-Mitglied entführen, das gegen den Club ausgesagt hatte. Nachdem er diesen mehrere Tage gefangen hielt, zwang er ihn, aus dem Club auszutreten.
1994 befahl Bowman einen Krieg mit ihren Hauptrivalen, den Hells Angels. Dieser Befehl führte zu zunehmenden Zusammenstößen zwischen den beiden Clubs, in die auch Unschuldige verwickelt waren. So bestückte Bowman in Gary, Indiana, einen Wagen als sogenannten „War Wagon“ mit zusätzlichen Stahlplatten und Schießscharten, der gegen einen Supporter-Club der Hells Angels vorgehen sollte. Dieser wurde jedoch vorher von der Polizei gestoppt. 1994 wurde auf ein Clubhaus der Hell’s Henchmen in Chicago ein Bombenanschlag verübt, der jedoch fehlschlug. Einen Monat später zündeten Outlaws das Clubhaus an. Weitere Anschläge wurden auf Clubhäuser der Warlocks in Orlando und in Brevard County verübt. 1994 wurde der Fifth Chapter Motorcycle Club (FCMC) in Florida bei einer Clubparty überfallen, verprügelt und beraubt, weil eines der Mitglieder bei einer Beerdigung einen Hells Angel umarmt hatte.
1994 tötete Bowman den Outlaw Donald Fogg mit einem Kopfschuss. Fogg war als Polizeiinformant aufgefallen und wurde deshalb von Bowman hingerichtet.

## Verhaftung
1997 wurde ein Haftbefehl gegen Bowman erlassen, der jedoch nicht ausgeführt werden konnte. Bowman wurde danach auf der Liste der „FBI Ten Most Wanted Fugitives“ gesetzt. Er wurde 1999 bei einem Besuch seiner Familie in Sterling Heights, Michigan, verhaftet. Er wurde unter Anklage wegen Verstößen gegen das RICO-Gesetz in vier Fällen, unter anderem Mord, Anstiftung zum Mord und Drogenschmuggel, gestellt. Weitere Anklagepunkte umfassten Verstöße gegen das Betäubungsmittelgesetz, Körperverletzung und illegalen Waffenbesitz. Er wurde zu einer zweifachen lebenslangen Haftstrafe verurteilt. 2002 beantragte Bowman Revision, die Jury sah allerdings keine Verfahrensfehler.

## Dokumentationen
- 2012: Gangster – Ohne Skrupel und Moral; Staffel 1, Folge 2: Harry „Taco“ Bowman / OT: The Ultimate Outlaw: Harry „Taco“ Bowman